# Gli avventurieri del pianeta Terra
Gli avventurieri del pianeta Terra (The Ultimate Warrior) è un film postapocalittico del 1975, diretto da Robert Clouse.
Nello stesso anno è stato pubblicato l'omonimo romanzo, scritto da Bill S. Ballinger, tratto dalla sceneggiatura del film. In Italia è edito con il titolo L'ultimo guerriero.

## Trama
Negli Stati Uniti nel 2012, dopo una guerra nucleare avvenuta vent'anni prima, la civiltà è ridotta allo stremo. Nelle strade di New York, carcasse di auto e case fatiscenti sono il panorama che si presenta alle persone sopravvissute, perseguitate da delinquenti riuniti in bande che si contendono gli ultimi resti di cibo. I quattro cavalieri dell'Apocalisse, peste, fame, guerra e morte aleggiano sulla città devastata.
L'orrore quotidiano di dover uccidere per non essere uccisi, in un luogo dove si può morire per il possesso di un paio di scarpe o dei propri vestiti, viene evitato in una piccola comunità che vuole rimanere civile e si è asserragliata in un quartiere dandosi delle regole a base di solidarietà umana e convivenza civile. A capo di questa piccola società è stato eletto un sindaco, chiamato il Barone, che governa e amministra la giustizia secondo i principi della ragione e della democrazia. In questa comunità il tesoro più considerato è una piccola coltivazione di pomodori, costruita in una serra sul tetto, non sono coltivati per il consumo ma per ricavarne semi al fine di fare una piantagione su larga scala.
Gli assalti sono frequenti e quando un guerriero di nome Carson si offre al servizio, il Barone lo assume per la difesa della cittadella.
Il Barone ha una figlia incinta, Melinda, e un progetto segreto, mandare la figlia e il marito in una comunità su un'isola lungo la costa della Carolina del Nord dove piantare i semi di pomodoro e generare una coltivazione estesa.
Una notte la banda, capeggiata da Carrot, attacca la cittadella, ruba i pomodori e ammazza il genero del Barone.
Carson il guerriero combatte aspramente col pugnale abbattendo molti nemici e mettendo in fuga la banda, ma il tempo stringe e il Barone decide di far fuggire in campagna la figlia con il guerriero.
All'insaputa di tutti, li fornisce degli ultimi preziosi semi di pomodoro, di poche provviste e li fa uscire dalla cittadella attraverso un passaggio segreto che immette nella metropolitana.
La banda di disperati, affamati, assassini si mette sulle tracce dei due in fuga nei meandri della sotterranea di New York, dove la donna partorisce e Carson il guerriero combatte all'ultimo sangue un duello contro l'intera banda.
Sconfitta questa i due finalmente riescono ad arrivare all'isola verso la quale erano diretti.